# Supremo Consiglio d'Italia
     Territori di competenza del Consiglio di Castiglia
     Territori di competenza del Consiglio d'Aragona
     Territori di competenza del Consiglio del Portogallo
     Territori di competenza del Consiglio d'Italia
     Territori di competenza del Consiglio delle Indie
     Territori di competenza del Consiglio delle Fiandre

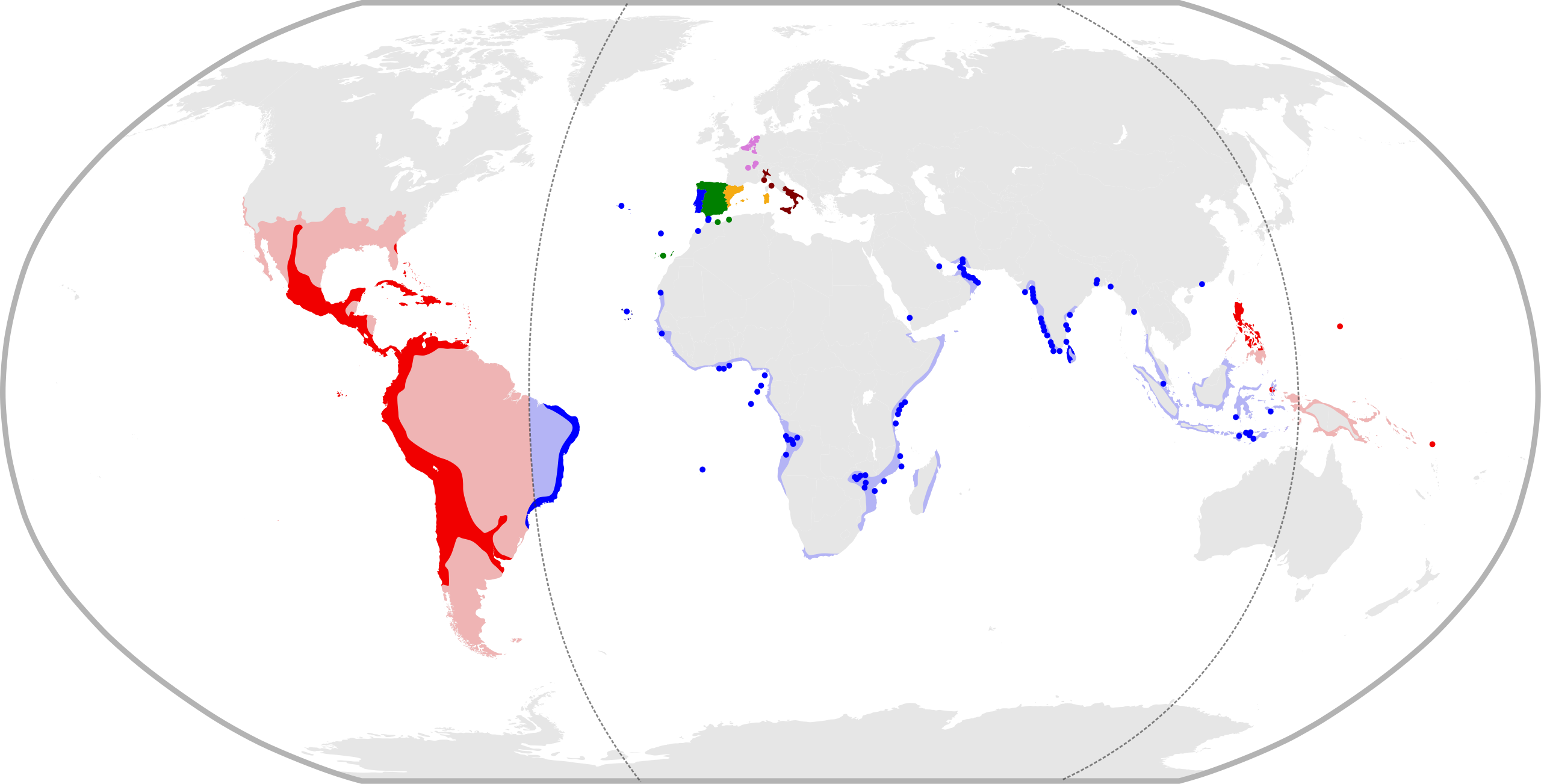
Impero Spagnolo-Portoghese nel 1598.
Territori di competenza del Consiglio di Castiglia
Territori di competenza del Consiglio d'Aragona
Territori di competenza del Consiglio del Portogallo
Territori di competenza del Consiglio d'Italia
Territori di competenza del Consiglio delle Indie
Territori di competenza del Consiglio delle Fiandre

Il Supremo Consiglio d'Italia (in spagnolo Real y Supremo Consejo de Italia) era un organo collegiale della Corona spagnola con sede a Madrid, competente per il governo dei domini spagnoli in Italia, ovvero il Regno di Sicilia, il Regno di Napoli (da cui dipendeva inoltre lo Stato dei Presidi), il Marchesato di Finale e lo Stato di Milano.

## Storia
Il Supremo Consiglio d'Italia era uno dei molteplici consigli in cui si articolava il governo spagnolo nel periodo tra i secoli XVI e XVIII, secondo il sistema noto come polisinodia. Il Consiglio fu istituito nel 1556 da Filippo II.
La Sardegna rimase invece, come d'altronde richiesto e rivendicato dalle sue stesse elite locali in sede stamentaria sulla base di affinità politiche, religiose, geografiche, linguistiche e antropologiche, nella competenza del Supremo e Reale Consiglio di Aragona, fino alla cessione dell'isola alla monarchia asburgica e poi ai Savoia, avvenuta nel 1720.
Il Consiglio d'Italia venne sciolto da Filippo V di Borbone il 1º maggio 1717 in seguito alla definitiva perdita da parte della Spagna dei territori italiani sancita dai trattati di Utrecht e Rastatt.
Parallelamente nel 1713 Carlo VI d'Asburgo, intenzionato a rivendicare la propria sovranità su tutti gli antichi Stati appartenenti agli Asburgo di Spagna, aveva costituito il Consejo Supremo de España e la Secretaría de Estado y del Despacho, con sede a Vienna. Tali organi erano investiti delle funzioni precedentemente attribuite al Supremo Consiglio d'Italia. Il Consiglio di Spagna, diviso in quattro segreterie, ovvero Napoli, Sardegna (sostituita dal 1720 con quella della Sicilia), Milano e Fiandre (fino all'aprile del 1717, quando venne eretto il Consejo de Flandes), aveva il compito di coadiuvare il sovrano nell'amministrazione dei territori italiani, mentre la Segreteria di Stato si occupava della loro politica estera. Il Consiglio di Spagna smise di fatto di funzionare fin dal gennaio 1734, in concomitanza con l'inizio della conquista borbonica delle Due Sicilie, per poi essere sciolto definitivamente due anni dopo.

## Struttura
L'organizzazione del Supremo Consiglio d'Italia comprendeva:
- un presidente, scelto nell'ambito dell'alta nobiltà spagnola;
- sei reggenti, due per il Regno di Sicilia, due per il Regno di Napoli e due per il Ducato di Milano; per ciascuno di questi territori uno dei reggenti era spagnolo, l'altro italiano, nativo del territorio stesso, entrambi letterati / letrados (istruiti, nelle rispettive lingue), vale a dire laureati in utroque iure (tanto in diritto canonico quanto in diritto civile);
- vari funzionari posti alle sue dipendenze, tra cui tre segretari, uno per ciascun possedimento, un avvocato fiscale, che vigilava sugli interessi dello stato, e un conservatore generale del patrimonio, che vigilava sulla gestione patrimoniale.

## Funzioni
Il Supremo Consiglio d'Italia si occupava di tutti gli affari di stato e di giustizia riguardanti gli stati italiani governati dal ramo principale degli Asburgo; proponeva al Consiglio di Stato, presieduto dal Re, la nomina dei viceré di Sicilia, dei viceré di Napoli e del Governatore del Ducato di Milano e si pronunciava sulle più importanti nomine civili e militari proposte da costoro. Le sue funzioni erano unicamente consultive: il parere era riportato in un documento (consulta), redatto dal segretario, che veniva poi sottoposto al Re, il quale vi annotava la propria decisione; se il parere non era unanime, venivano riportati i diversi pareri emersi durante la discussione.

## Presidenti del Consiglio d'Italia
| 1554 - 1555 | Juan Rodríguez de Figueroa                                           | | Dal 1556 regna Filippo II. |
| 1556 - 1558 | Francisco de Menchaca                                                | | |
| 1558 - 1578 | Diego Hurtado de Mendoza, duca di Francavilla                        | Successivamente viceré d'Aragona e di Catalogna, mantenne il titolo di presidente.                                            | Successivamente viceré d'Aragona e di Catalogna, mantenne il titolo di presidente.                                            |
| 1560 - 1561 1564 - 1565 | Juan Rodríguez de Figueroa                                           | Reggenti in assenza di Diego Hurtado de Mendoza.                                                                              | Reggenti in assenza di Diego Hurtado de Mendoza.                                                                              |
| 1565 - 1567 | Lorenzo Polo                                                         | Reggenti in assenza di Diego Hurtado de Mendoza.                                                                              | Reggenti in assenza di Diego Hurtado de Mendoza.                                                                              |
| 1567 | Marcello Pignone                                                     | Reggenti in assenza di Diego Hurtado de Mendoza.                                                                              | Reggenti in assenza di Diego Hurtado de Mendoza.                                                                              |
| 1567 - 1571 | Gaspar de Quiroga, vescovo di Cuenca                                 | Reggenti in assenza di Diego Hurtado de Mendoza.                                                                              | Reggenti in assenza di Diego Hurtado de Mendoza.                                                                              |
| 1576 - 1578 | Francisco Hernández de Liébana                                       | Reggenti in assenza di Diego Hurtado de Mendoza.                                                                              | Reggenti in assenza di Diego Hurtado de Mendoza.                                                                              |
| 1579 - 1586 | Antoine Perrenot de Granvelle                                        | Ex viceré di Napoli. | Ex viceré di Napoli. |
| 1586 - 1594 | Gaspar de Quiroga, cardinale                                         | 2ª volta. Morto in carica. | 2ª volta. Morto in carica. |
| 1594 - 1596 | Diego Fernández de Cabrera, conte di Chinchón                        | | |
| 1596 - 1600 | Juan de Zúñiga, conte di Miranda                                     | Ex viceré di Napoli. Nominato Presidente del Consiglio di Castiglia.                                                          | Dal 1598 regna Filippo III.                                                                                                   |
| 1601 - 1612 | Juan Fernández de Velasco, connestabile di Castiglia e duca di Frías | Ex governatore di Milano. | Ex governatore di Milano. |
| | Bernardo de Bolea, vice cancelliere d'Aragona                        | | |
| 1613 - 1615 | Juan Beltrán de Guevara, vescovo di Badajoz                          | Presidente sino all'arrivo del conte di Lemos. Nominato arcivescovo di Santiago.                                              | Presidente sino all'arrivo del conte di Lemos. Nominato arcivescovo di Santiago.                                              |
| 1615 - 1618 | Pedro Fernández de Castro, conte di Lemos                            | Viceré di Napoli e presidente del Consiglio d'Italia. Dimesso.                                                                | Viceré di Napoli e presidente del Consiglio d'Italia. Dimesso.                                                                |
| 1618 - 1621 | Juan Alonso Pimentel, conte di Benavente                             | Ex viceré di Napoli. Morto in carica.                                                                                         | Ex viceré di Napoli. Morto in carica.                                                                                         |
| 1621 - 1622 | Baltasar de Zúñiga y Velasco                                         | Morto in carica. | Dal 1621 regna Filippo IV. |
| 1622 - 1630 | Manuel de Acevedo y Zúñiga, conte di Monterrey                       | Ex ambasciatore a Roma, venne nominato viceré di Napoli. Era nipote del precedente.                                           | Ex ambasciatore a Roma, venne nominato viceré di Napoli. Era nipote del precedente.                                           |
| 1630 - 1632 | Francisco Fernández de la Cueva, duca di Alburquerque                | Ex viceré di Sicilia. | Ex viceré di Sicilia. |
| 1633 - ? | Ramiro Felipe Núñez de Guzmán, duca di Medina de las Torres          | Ex viceré di Napoli. | Ex viceré di Napoli. |
| ? - 1645 | Gaspar de Borja, arcivescovo di Siviglia                             | Vice cancelliere d'Aragona.                                                                                                   | Vice cancelliere d'Aragona.                                                                                                   |
| 1653 - 1655 | Diego Mexía Felípez de Guzmán, marchese di Leganés                   | Ex governatore di Milano. Morto in carica.                                                                                    | Ex governatore di Milano. Morto in carica.                                                                                    |
| 1655 - ? | García de Haro, conte di Castrillo                                   | Presidente del Consiglio di Castiglia.                                                                                        | Presidente del Consiglio di Castiglia.                                                                                        |
| 1660 - 1666 | Antonio Sancho Dávila, marchese di Velada                            | Ex governatore di Milano. Presiede contemporaneamente il Consiglio delle Fiandre. Morto in carica.                            | Dal 1665 regna Carlo II. |
| | Ramiro Felipe Núñez de Guzmán, duca di Medina de las Torres          | 2ª volta. | 2ª volta. |
| 1669 - 1671 | Duarte Fernando Álvarez de Toledo, conte di Oropesa                  | Morto in carica. | Morto in carica. |
| 1671 - 1676 | Gaspar de Bracamonte, conte di Peñaranda                             | Presidente del Consiglio delle Indie.                                                                                         | Presidente del Consiglio delle Indie.                                                                                         |
| 1677 - 1689 | Antonio Álvarez de Toledo, duca d'Alba                               | | |
| 1690 - 1698 | Manuel Joaquín Álvarez de Toledo, conte di Oropesa                   | Nominato presidente del Consiglio di Castiglia.                                                                               | Nominato presidente del Consiglio di Castiglia.                                                                               |
| 1698 - 1701 | Fadrique Álvarez de Toledo y Ponce de León, marchese di Villafranca  | Ex viceré di Napoli e di Sicilia.                                                                                             | Da 1700 regna Filippo V. |
| 1703 - 1715 | Antonio Sebastián de Toledo Molina y Salazar, marchese di Mancera    | Nel 1707 il Consiglio d'Italia diventa competente anche sulla Sardegna, in seguito allo scioglimento del Consiglio d'Aragona. | Nel 1707 il Consiglio d'Italia diventa competente anche sulla Sardegna, in seguito allo scioglimento del Consiglio d'Aragona. |
| In seguito alla perdita dei territori italiani sancita dai trattati di Utrecht e Rastatt il Consiglio d'Italia viene sciolto il primo maggio del 1717. |                                                                      | | |